# Dimitri Michalopoulos
Dimitri Michalopoulos ed in italiano Demetrio Micalopulo (Atene, 1952) è uno storico greco.
Attualmente è lo storico dell'Istituto di Storia della Marina mercantile ellenica. In un libro recentemente pubblicato sostiene la tesi secondo la quale l'Odissea di Omero ebbe luogo nell'Oceano Atlantico.

## Biografia
Suo padre, Gheorghios (Giorgio), ufficiale dell'esercito greco, partecipò alla seconda guerra mondiale, fuggì da un campo di prigionia tedesco e fu decorato con la Croce greca al merito di Guerra. Quando Grecia fu occupata dalle Potenze dell’Asse partecipò alla Resistenza. Comunque, dopo l’armistizio del settembre 1943, sua famiglia offrì rifugio ad alcuni soldati Italiani e lui divenne loro amico. Demetrio, nato ad Atene nel 1952, ha frequentato il liceo classico presso la Scuola Italiana di Atene (1964-1970), si è laureato in Storia e Archeologia presso la Facoltà di Filosofia dell’università di Atene (1970-1974) e con una borsa di studio del governo francese, ha ottenuto il dottorato in Storia presso l’École des Hautes Études en Sciences Sociales, a Parigi nel 1978. Dopo essere stato l'archivista della Presidenza della Repubblica Ellenica 1980-1982) ed aver insegnato, prima come lettore e poi come professore aggiunto, "Storia dei Balcani" all’università di Salonicco (1982-1994), è stato il direttore del Museo della Città di Atene (1990-2000) e professore di Storia Navale presso la Scuola di Guerra della Marina Greca (1990-1997) e l’Accademia Navale di Grecia (1994-1997). Negli anni 2004-2011 è stato il direttore dell’ “Istituto di Storia di Eleutherios Venizelos e della sua epoca”. Oggi è lo storico dell’Istituto di Storia della Marina Mercantile Ellenica. Come tale ha pubblicato, in francese, greco ed inglese, un saggio in cui ci sono le prove del viaggio di Ulisse omerico nell'Oceano Atlantico:L'Odyssée d'Homère au-delà des mythes, Il Pireo: Institut d'histoire maritime hellène, 2016, ISBN 978-618-80599-2-4; Homer's Odyssey beyond the Myths, The Piraeus, 2016, ISBN 978-618-80599-3-1. (Il libro si offre gratuitamente dall'Istituto di Storia della Marina mercantile ellenica, di cui la sede si trova al Pireo.) Eppure: Ulisse nell'Oceano Atlantico. La questione omerica riesaminata, Edizioni Accademiche Italiane, 2018 (ISBN 978-620-2-08420-8).
Nell'anno 2000 gli fu consegnato il premio "Anassilaos Nostos".

### Ulisse nell'oceano Atlantico
Il primo a dire chiaramente che Ulisse aveva navigato nell’Oceano Atlantico è stato Strabone, all’inizio dell’era cristiana; e sempre lui aveva spiegato che si può arrivare all’India partendo dalla Penisola iberica (idea realizzata quindici secoli più tardi da Cristoforo Colombo).
Gli Antichi, infatti, sapevano bene che il nostro pianeta è sferico: che si legga a prova il famoso brano del dialogo platonico Fedone (110b-d), dove si descrive la terra vista dall’alto, quasi da una nave spaziale. Prendendo allora in considerazione tutto ciò, si può sostenere l’ipotesi che Ulisse avesse viaggiato nell’Oceano atlantico con i seguenti argomenti:
1. Il paese dei Lestrigoni si trovava in una parte dell’Europa, in cui la notte, durante l’estate, durava pochissimo (Odissea, X, 84-85) ; di conseguenza si tratta di un paese del nord e no del sud dell’Europa.

1. Ogigia, l’isola di Calipso, si trovava ad una distanza di cinque giorni di viaggio marittimo dalle Isole britanniche, nel mezzo di un mare « pesante » e vicino al continente che « rinchiude » l’Oceano atlantico (Plutarco, Il volto della luna…, 941a-b). Ovviamente si tratta della Grande Bermuda e del Mar dei Sargassi. Inoltre, l’ipotesi che la Scheria dei Feaci è l’isola di Corfù è stata da molto tempo abbandonnata, giacché Ulisse, per arrivarvi dall’Ogigia aveva navigato 18 giorni in una piccola nave di legno e non su una zattera (come si pensava prima).